# Komorów (Tarnów)
Pour les articles homonymes, voir Komorów.
Komorów est une localité polonaise de la gmina de Wierzchosławice, située dans le powiat de Tarnów en voïvodie de Petite-Pologne.